# Yaunde-Fang (A.70) jezici
Yaunde-Fang (A.70) jezici, jedna od podskupina sjeverozapadnih bantu jezika u zoni A, u Kamerunu i Ekvatorijalnoj Gvineji.
Obuhvaća (8) jezika, to su: bebele ili bamvele [beb], 24.000 (Welmers 1971); bebil ili bobilis [bxp], 6.000 (1991 SIL); bulu ili boulou [bum], 858.000 (2007); eton ili iton [eto], 52.000 (1982 SIL); ewondo ili yaounde [ewo], 578.000 (1982 SIL); fang ili pahouin [fan], ukupno 1,027,900 u Ekvatorijalnoj Gvineji, Kamerunu, Kongu i Gabonu; mengisa ili mangisa [mct], 20.000 (1979 SIL); Izgubio status jezika, podijeljen: beti [btb].

## Vanjske poveznice
- Ethnologue (14th)
- Ethnologue (15th)